# Luc Béraud
Pour les articles homonymes, voir Béraud.
Luc Béraud, né le 30 octobre 1945 à La Rochelle, est un réalisateur de cinéma et de télévision, producteur de cinéma et scénariste français.

## Biographie
Scénariste de Claude Miller, il reçoit en 1977 une nomination au César du meilleur scénario original ou adaptation pour La Meilleure Façon de marcher.
Il fait des débuts remarqués à la réalisation avec La Tortue sur le dos (1978), puis Plein sud (1981), interprété notamment par Patrick Dewaere. Après l'échec de sa comédie La Petite Amie (1988), il se tourne vers la télévision.

## Filmographie

### Comme acteur

#### Cinéma
- 1983 : Mortelle Randonnée de Claude Miller : l'inspecteur de police
- 1983 : Liberty Belle de Pascal Kané : le surveillant du lycée
- 2003 : Trois Couples en quête d'orages de Jacques Otmezguine : le médecin

#### Télévision
- 1983 : Meurtres pour mémoire de Laurent Heynemann : le technicien de labo
- 2006 : René Bousquet ou le Grand Arrangement  de Laurent Heynemann : Antoine Veil

### Comme réalisateur

#### Cinéma
- 1970 : La Poule, avec Michael Lonsdale, 20 minutes
- 1973 : Le Jeu des preuves, (court métrage)
- 1978 : La Tortue sur le dos, avec Jean-François Stévenin et Bernadette Lafont
- 1981 : Plein sud, avec Patrick Dewaere et Clio Goldsmith
- 1988 : La Petite Amie, avec Jean Poiret et Jacques Villeret

#### Documentaire
- 1983 : All about Mankiewicz, avec Michel Ciment

#### Télévision
- 1973 : Ce que savait Morgan, d'après la nouvelle de Henry James, L'Élève (The Pupil), adaptation de Marguerite Duras, épisode de la série télévisée française Nouvelles d'Henry James, avec Rufus et Anouk Ferjac
- 1982 : L'Ombre sur la plage, avec Thérèse Liotard et Corin Redgrave
- 1993 : Monsieur Ripois, avec Laurent Malet, Bernadette Lafont
- 1994 : Le Fou de la tour, avec Marc Citti, Christine Citti et Emmanuelle Bach
- 1994 : Couchettes express, avec Jacques Gamblin
- 1995 : Pasteur, cinq années de rage, avec Bernard Fresson
- 1996 : Le Marché du sport, avec Antoine Duléry
- 1996 : Crédit bonheur, avec Robin Renucci
- 1997 : La Voisine, avec Line Renaud
- 1998 : La Cité des alouettes avec Bernard Le Coq
- 2000 : Les Jours heureux, avec Guy Marchand et Eva Darlan
- 2001 : Les P'tits Gars Ladouceur, avec François Morel
- 2001 : Des croix sur la mer, avec Laurent Malet et Marie Guillard
- 2002 : Tous les chagrins se ressemblent, avec Line Renaud
- 2002 : Sous bonne garde, avec Patrick Catalifo
- 2003 : Fruits mûrs, avec Jean-Yves Berteloot et Élodie Navarre
- 2004 : Eaux troubles, avec Julie Debazac et Jean-Pierre Lorit
- 2004 : Une autre vie, avec William Nadylam et Fatou N'Diaye
- 2006 : C'est arrivé dans l'escalier, avec Julie Debazac et Sam Karmann
- 2008 : C'est mieux la vie quand on est grand, avec Daniel Russo et Christine Citti
- 2010 : Bienvenue à Bouchon, avec Francis Perrin et Yvan Le Bolloc'h

### Comme scénariste
Liste non exhaustive
- 1975 : La Meilleure Façon de marcher de Claude Miller
- 1977 : Dites-lui que je l'aime de Claude Miller
- 1981 : Les Malheurs de Sophie de Jean-Claude Brialy
- 1983 : Le Jeune Marié de Bernard Stora
- 1985 : Signé Charlotte de Caroline Huppert
- 1985 : Strictement personnel de Pierre Jolivet
- 1985 : L'Effrontée de Claude Miller
- 1987 : Vent de panique de Bernard Stora
- 1988 : En toute innocence de Alain Jessua
- 1988 : Deux minutes de soleil en plus de Gérard Vergez
- 1992 : L'Accompagnatrice de Claude Miller
- 2010 : Les Invités de mon père de Anne Le Ny
- 2012 : Cornouaille d'Anne Le Ny
- 2019 : Je ne rêve que de vous de Laurent Heynemann

### Assistant réalisateur
- 1971 : Le Laboratoire de l'angoisse de Patrice Leconte (court-métrage)
- 1973 : La Famille heureuse (La famille Gazul) de Patrice Leconte (court-métrage)
- 1973 : La Maman et la Putain de Jean Eustache
- 1973 : Céline et Julie vont en bateau de Jacques Rivette
- 1974 : Glissements progressifs du plaisir d'Alain Robbe-Grillet
- 1974 : Le Jeu avec le feu d'Alain Robbe-Grillet
- 1974 : Mes petites amoureuses de Jean Eustache
- 1975 : Les vécés étaient fermés de l'intérieur de Patrice Leconte
- 1976 : La Meilleure façon de marcher de Claude Miller
- 1977 : Dites-lui que je l'aime de Claude Miller
- 1977 : Une sale histoire de Jean Eustache

## Récompenses et distinctions

### Nominations
- Césars 1977 : nomination au César du meilleur scénario original ou adaptation pour La Meilleure Façon de marcher

### Distinctions
- 2020 :  Commandeur de l'ordre des Arts et des Lettres[2]

## Publication
- Au travail avec Eustache, Éditions Institut Lumière / Actes Sud, 2017 (Prix CNC du Livre de cinéma 2017)
- Les lumières de Lhomme, Editions Institut Lumière/ Actes Sud, 2020.